# NGC 6234
NGC 6234 este o galaxie situată în constelația Ophiuchus. A fost descoperită în 17 iunie 1863 de către Albert Marth.